# كاي ريان
كاي ريان (بالإنجليزية: Kay Ryan)‏ هي كاتِبة ومؤلفة وشاعرة أمريكية، ولدت في 21 سبتمبر 1945 في سان خوسيه في الولايات المتحدة.

## وصلات خارجية
- كاي ريان على موقع الموسوعة البريطانية (الإنجليزية)
- كاي ريان على موقع ميوزك برينز (الإنجليزية)